# South Downs Way
Der South Downs Way ist ein Wanderweg und öffentlicher Reitweg im Süden Englands. Der Weg durchquert den South-Downs-Nationalpark von Winchester in der Grafschaft Hampshire bis zum Seebad Eastbourne in East Sussex. Er ist einer der „National Trails“ und damit Teil des Systems der offiziellen Fernwanderwege in Großbritannien.

## Verlauf
Der 100 Meilen (160 Kilometer) lange Weg verläuft vornehmlich durch die Hügellandschaft der South Downs. Trotz der dichten Besiedelung Südostenglands umgeht er die größeren Orte entlang des Wegverlaufs wie Brighton und Lewes. Entlang der Wegstrecke befinden sich zahlreiche landschaftliche Sehenswürdigkeiten wie Ditchling Beacon, Devil’s Dyke, der Long Man of Wilmington, die Seven Sisters und Beachy Head.
Zwischen Winchester und dem am Fluss Cuckmere gelegenen Dorf Alfriston folgen der Wanderweg und Reitweg derselben Route. Von dort führt der Reitweg (den auch Fahrradfahrer benutzen dürfen) landeinwärts über Wilmington nach Eastbourne, während eine Alternativroute nur für Fußgänger dem Flussverlauf bis zur Cuckmere-Mündung folgt und dann über die Seven Sisters und an Beachy Head vorbei den Strand Eastbournes erreicht.

## Fotografien

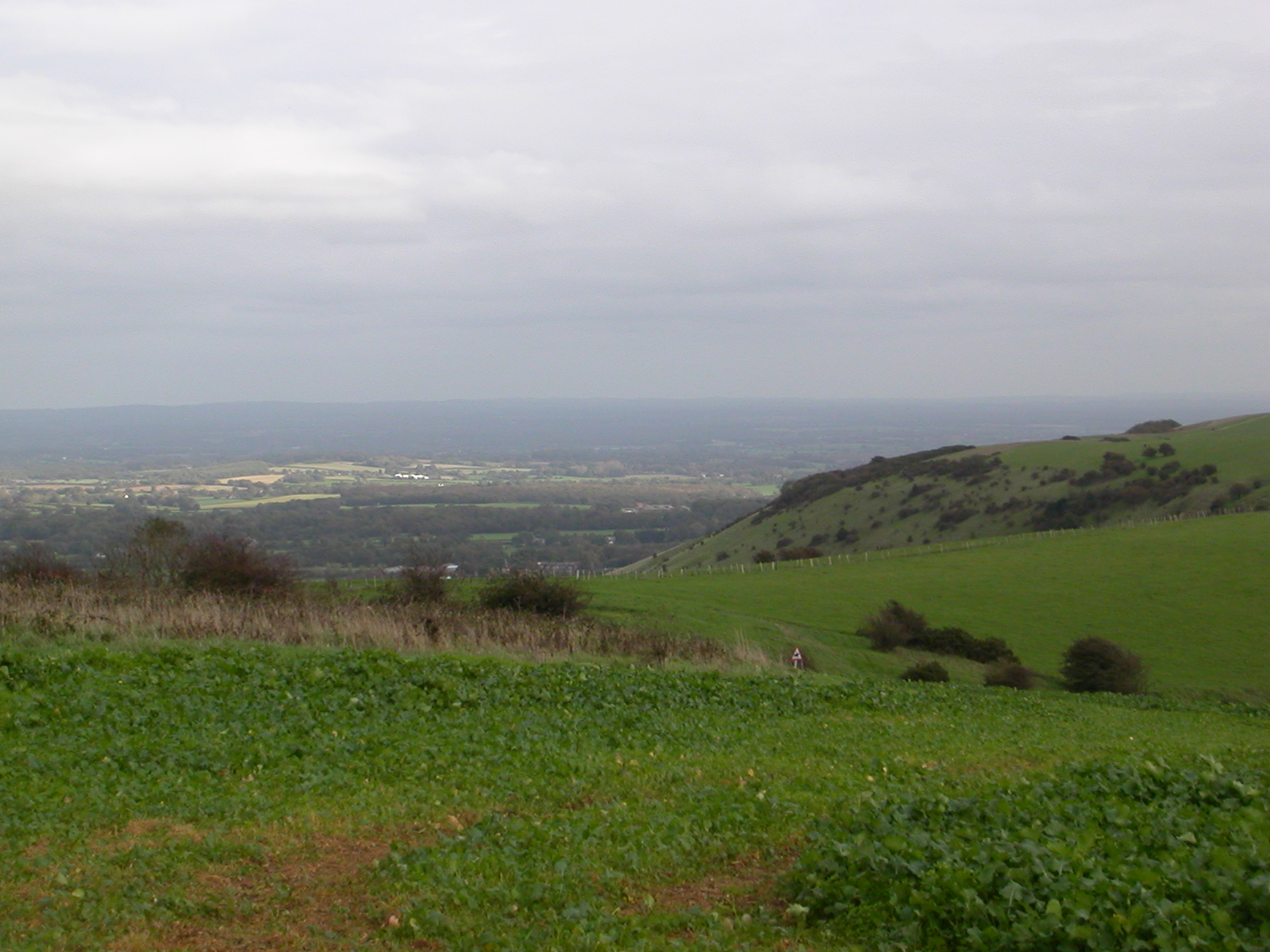
Blick von Ditchling Beacon
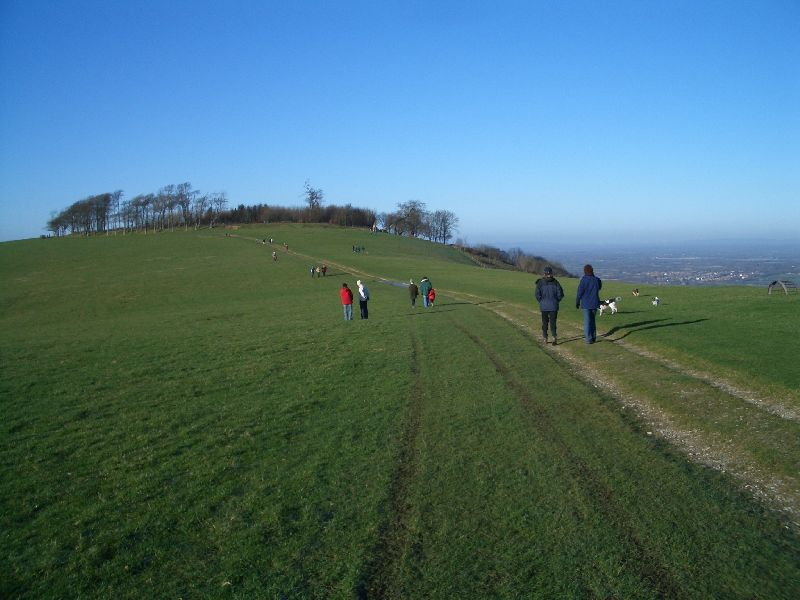
Chanctonbury Ring